# Bjännberget
Bjännberget är ett naturreservat i Umeå kommun i Västerbottens län.
Området är naturskyddat sedan 2016 och är 45 hektar stort. Reservatet ligger i nedre östsluttningen av Bjännberget ner mot Stomraningsbäcken. Reservatet består av granskog.